# 外狩素心庵
外狩 素心庵（とがり そしんあん、1893年6月25日 - 1944年4月22日）は、日本の美術評論家。中外商業新報社学芸部長、参事を歴任。本名は外狩 顕章。愛知県安国寺第15代住職。

## 来歴
明治26年、愛知県生まれ。曹洞宗大学（駒澤大学の前身）、1913年（大正2年）二松学舎卒業。同年、中外商業新報社入社。美術記者となる。1924年学芸部長、1928年（昭和3年）参事を歴任。1943年嘱託。その評論批判は斯界の注目を惹き、古美術に造詣が深く、美術骨董界に貢献した。書道と南画（文人画）をよくし、また漢詩、俳句にも親しんだ。
1930年、中川紀元らにより設立された「六潮会」に参加。洋画から牧野虎雄、木村荘八、中川紀元、日本画から中村岳陵、山口蓬春、平八郎、評論家の横川殻一郎が加わる。六潮会の母体は、1928年に外狩の呼びかけでできた画事放談の「蛙声会（あせいかい）」（木村、中川、横川、外狩の4人）である。昭和19年、急性肺炎のため逝去。
著書に「竹田」「竜門二十品」「観音五十首・蝸牛一百句」「龍門二十品」、編著に「観音五十首」「崋山先生百年展若干記」「童品二十品」「続相軒庵美術集成図録」などがある。

## 著書
- 「国立国会図書館」を参照